# PB3877
PB3877 är en snabbt rörande vit dvärg och dubbelstjärna i utkanten av vintergatan. Den antas ha sitt ursprung i en dvärggalax, som för länge sedan blivit en del av vintergatan. Det är okänt huruvida den kommer att stanna kvar i vintergatan eller ej.